# Ioannis Spiteris
Ioannis Spiteris, OFMCap (em grego: Ιωάννης Σπιτέρης Ioánnis Spitéris; Corfu, 27 de agosto de 1940) é um capelão grego e arcebispo católico romano emérito da Arquidiocese de Corfu, Zante e Cefalônia e Administrador Apostólico emérito do Vicariato Apostólico de Tessalônica.

## Biografia
De uma família de ascendência maltesa, o arcebispo Ioannis Spiteris nasceu na cidade de Corfu, capital da ilha grega de Corfu. Vindo de uma grande família cristã, ele entrou em um mosteiro capuchinho da Província de Palermo após se formar na escola e fez seus primeiros votos monásticos em 10 de dezembro de 1963.
Depois de estudar teologia na Pontifícia Universidade Lateranense, foi ordenado sacerdote em 24 de julho de 1968 pelo arcebispo de Corfu, Antonios Varthalitis. Ele então completou um doutorado em teologia na Universidade de Friburgo. Mais tarde, exerceu a posição de professor no Antonianum e no Instituto Oriental de Roma, além de professor convidado em outras universidades pontifícias romanas e membro da Pontifícia Academia de Teologia. Serviu como vigário e pároco em várias paróquias da ilha de Corfu, Atenas e Creta. Também era membro do Conselho Teológico e da Sala de Imprensa da Conferência Episcopal Grega.
Em 22 de março de 2003 foi nomeado Arcebispo de Corfu, Zante e Cefalônia. A consagração episcopal ocorreu em 18 de maio de 2003 por Antonios Varthalitis, seu antecessor, na Catedral de Corfu; os principais co-consagradores foram Nikolaos Foskolos, arcebispo de Atenas, e Frangiskos Papamanolis, bispo de Siros.
O cargo de Administrador Apostólico do Vicariato de Salónica, que está vago desde 1929, está também ligado ao Arcebispado de Corfu, sendo assim também ocupado por Spiteris.
Um reconhecido teólogo, Dom Ioannis publicou em diversas revistas teológicas e é autor de vários livros, como La critica bizantina del primato romano nel secolo XII, Cabasilas: teologo e mistico bizantino, Palamas: la grazia e l’esperienza e Ecclesiologia ortodossa. Temi a confronto tra Oriente e Occidente. Em 2019, recebeu um prêmio da Sociedade Bíblica Grega em Corfu, em seu 200º aniversário da fundação, pelo seu longo e qualificado compromisso na difusão da Bíblia. Há muitos anos tem atuado no diálogo entre católicos e ortodoxos; faz parte da comissão de relações interigrejas e diálogo teológico do Santo Sínodo da Hierarquia Católica da Grécia, a conferência episcopal grega.

Em 14 de setembro de 2020, o Papa Francisco aceitou a renúncia de Ioannis Spiteris por motivos de idade.